# Domsaga
En domsaga var i svensk rätt den domkrets (det territorium), inom vilken en viss tingsrätt är första instans. Från 1 juli 2018 benämns dessa områden istället domkretsar, i likhet med vad det kallas för andra domstolar. Termen "domsaga" används därför inte längre.
Regeringens befogenhet att dela in Sverige i domsagor (från 2018 benämnda domkretsar) framgår av 1 kap. 1 § rättegångsbalken. Nuvarande indelning är fastställd genom förordningen (1982:996) om tingsrätternas domkretsar, som innan 1 juli 2018 hette förordningen (1982:996) om rikets indelning i domsagor. Det som skedde 2018 var ett namnbyte: ingen ändring i tingsrätternas geografiska indelning skedde samtidigt.
Exempelvis skall brott begångna i Stockholm normalt lagföras vid Stockholms tingsrätt, förutsatt att det är begånget inom domkretsen för Stockholms tingsrätt (kallat "Stockholms domsaga" innan namnändringen). Detta område utgörs av Stockholms kommun och Lidingö kommun, dock inte Västerort och Söderort i Stockholms kommun.
Historiskt sett utgjorde tingslag beteckningen för häradsrättens domkrets (territorium). Domsaga betecknade då territoriet för domaren (häradshövdingen), vilket inte alltid överensstämde med rättens distrikt. En domsaga kunde formellt innehålla ett flertal häradsrätter. Domsagorna fick en ny betydelse med tingsrättsreformen 1971, då tingsrätten ersatte de tidigare häradsrätterna (samt rådhusrätterna) och det judiciella området för tingsrätten och domaren blev entydigt; domsaga utgjorde då domkrets för dem båda.
En tingsrätt håller normalt sina förhandlingar på kansliorten, men många vidsträckta områden har även ytterligare tingsställen där domstolen också kan hålla sina förhandlingar.

## Historia
Domsagor inrättades i Norrland 1671 när Norrlands lagsaga indelades i tingslag och domsagor. I övriga Sverige inrättades de 1680 genom Karl XI domstolsreform.
Indelningen i domsagor var betydligt finare än de senare kom att bli. År 1906 var landsbygden i Sverige indelad i 120 domsagor. Av domsagorna hörde då 58 under Svea hovrätt, 45 under Göta hovrätt och 17 under Hovrätten över Skåne och Blekinge. Moderna kommunikationsmedel har emellertid inneburit att den geografiska närheten till domstolen har blivit mindre viktig, och sammanslagning av mindre tingsrätter har i många fall lett till samordningsfördelar, även om kritik också har riktats mot att den lokala förankringen och lokalkännedomen hos domstolarna har minskat, samt, i sen tid, mot att de sammanslagna tingsrätterna har betydligt högre sjukfrånvaro än de mindre enheter de bildats från.
Domsagorna utgjorde förr endast domkretsindelningen på landet. Rådhusrätternas domkretsar var de städer där de låg, och de städer som lydde under rådhusrätt stod således utanför domsagoindelningen. Från tingsrättsreformen i Sverige och fram till 2018 var domsaga termen för en tingsrätts domkrets och således var hela landet under denna period indelat i domsagor.
I varje domsaga fanns förr en häradshövding, vilken var ordförande i den till domsagan hörande häradsrätten och för övrigt hade hand om domarämbetet inom domsagan. Domsagan kunde på den tiden vara indelad i flera tingslag som i sin tur kunde innefatta ett antal härad eller delar av härad. 
Vid val inom landet av ledamöter i riksdagens andra kammare bildade domsagorna valkretsar.
Under 1900-talet förändrades rättsväsendets organisation kraftigt. År 1900 var det endast städerna Borgholms stad och Haparanda stad som saknade egen rådhusrätt. Fram tills 1971 års tingsrättsreform då rådhusrätterna upphörde, minskade antalet rådhusrätter successivt. En viktig förändring var 1932 års lag som innebar att staten kunde tvinga rådhusrätten att gå samman med närliggande häradsrätt mot stadens vilja. Striden om en rådhusrätts vara eller icke-vara var en stor prestigefråga för många städer: En rådhusrätt innebar visserligen en utgiftspost för staden till skillnad från om staden låg under häradsrätt, men ansågs samtidigt från stadsfullmäktiges sida vara prestigefullt. 1965 förstatligades de kvarvarande rådhusrätterna som stadigt blev allt färre, och vid 1970 års utgång till dess de helt upphörde fanns rådhusrätterna kvar endast i de större städerna.
Även häradsrätterna blev färre under 1900-talet, i början av seklet var dock Norrland undantaget denna utveckling där antalet häradsrätter istället ökade. Många härader med negativ befolkningsutveckling gick med i tingslag där tingsstället kunde ligga utanför häradet.  
Efter tingsrättsreformen i Sverige var genomförd 1971 hade landet 108 tingsrätter och således lika många domsagor. Reformen blev dock inte helt konsekvent fullföljd såsom man ursprungligen tänkt sig. I ett till befolkning och yta litet län som Blekinge kom man att ha fyra tingsrätter fördelade på fem kommuner och 150 000 invånare, medan Kalmar län med fjorton kommuner kom att få tre tingsrätter. Även vissa landskap (som Västergötland och Skåne) kom att få många domsagor, eftersom landskapen vid denna tid var splittrade på flera olika län.
Ytterligare sammanläggningar skedde fram till 1997, då det fanns 96 domsagor i Sverige. Ofta rörde det sig om domsagor som hade kanslier på en annan ort varför en sammanläggning inte påverkade det geografiska avståndet nämnvärt. Därefter har ett systematiskt sammanläggningsarbete av domsagorna pågått som slagit ihop många tingsrätter och domsagor med varandra, en process som pågår ännu (2007). Under perioden 1999–2006 har det gjorts långt fler sammanläggningar av domsagor än vad som skedde åren 1971–1999.
År 2018 upphörde namnet domsaga att användas. Det fanns då 48 domsagor i landet, hörande till var och en av de 48 tingsrätterna.